# Leessang
Leessang（リサン）は韓国のヒップホップグループである。2002年のアルバムLeessang of Honey Famillyでデビューした。2011年Mnet Asian Music Awardsでベストのラップパフォーマンス賞受賞。

## メンバー
- ゲリ
- ギル

## ディスコグラフィ
- Leessang of Honey Familly（2003年）
- 再啓發（2003年）
- Lee Ssang Special Jungin（2004年）
- Library Of Soul（2005年）
- Black Sun（2007年）
- 伯牙絶鉉（2009年）
- HEXAGONAL（2009年）
- AsuRa BalBalTa（2011年）
- Unplugged（2012年）